# 4-241-218-02
4-241-218-02  é composto do bromo sintético de formulação C25H47Br2N3O2. 